# Shirley Henderson
Shirley Henderson (Forres, 24 novembre 1965) è un'attrice britannica.
È nota al grande pubblico per aver interpretato Mirtilla Malcontenta nei film Harry Potter e la camera dei segreti  e Harry Potter e il calice di fuoco.

## Biografia
Shirley Henderson è nata a Forres, nella contea di Moray, ai confini delle Highlands scozzesi, ma è cresciuta nel villaggio di Kincardine, nel Fife. Iniziò la sua carriera cantando in club locali, nei campi estivi e anche agli incontri di boxe. Dopo avere frequentato un club di recitazione, Henderson ha frequentato il college di Fife all'età di 16 anni, dove ha completato un corso di un anno che le è valso un Certificato Nazionale nelle Arti del Teatro. Si è trasferita a Londra a 17 anni, dove per tre anni ha studiato alla Guildhall School of Music and Drama, laureandosi nel 1986.
Il debutto nel mondo dello spettacolo avviene grazie a Leonard White, che la inserisce nel cast del dramma televisivo Shadow of the Stone, in onda su ITV. Successivamente ha speso la maggior parte del suo tempo interpretando una grande varietà di ruoli a teatro. I primi anni '90 vedono Shirley tornare in TV, dove appare nella terza stagione della serie drammatica Wish Me Luck e in Clarissa (1991). Ha recitato altri ruoli prima di ottenere il ruolo chiave di Isabel nella popolare serie Hamish Macbeth del 1995 per la BBC.
La Henderson è poi arrivata ai film, interpretando dapprima Morag in Rob Roy (1995) e successivamente la fidanzata di Spud, Gail, nel film di Danny Boyle Trainspotting (1996). Ha continuato il suo lavoro a teatro, che include molte produzioni al Royal National Theatre a Londra. Il 1999 ha visto le performance molto apprezzate nei film di Mike Leigh Topsy-Turvy - Sotto-sopra - che le ha dato anche la possibilità di mostrare le sue doti canore - e di Michael Winterbottom Wonderland.
Grazie alle molte performance in piccoli film indipendenti, la sua reputazione era tale da ottenerle proposte anche da produzioni con budget elevati. Ha interpretato Jude nei due Bridget Jones e ha ottenuto il ruolo di Mirtilla Malcontenta in Harry Potter e la camera dei segreti (2002), e Harry Potter e il calice di fuoco (2005). Ha interpretato anche la principessa francese Sofia Filippina di Borbone-Francia nel film di Sofia Coppola Marie Antoinette (2006). È apparsa inoltre nel film irlandese Intermission (2003) e in molti altri programmi televisivi britannici e miniserie.
Le sue migliori rappresentazioni televisive furono nella parte di Marie Melmotte in The Way We Live Now (2001), nella parte di Caterina di Braganza in Carlo II - Il potere e la passione (2003) e nel ruolo di Charlotte in Dirty Filthy Love (2004). Appare nel film di Michael Winterbottom Everyday (2013), quinto film del regista inglese in cui appare la Henderson, girato sull'arco di cinque anni in modo da mostrare un autentico processo di invecchiamento dei personaggi. Nel 2015 si sottopone ad un considerevole make-up per interpretare una delle due vecchie protagoniste di una delle storie contenute nel film di Matteo Garrone, Il racconto dei racconti - Tale of Tales.

## Filmografia

### Attrice

#### Cinema
- Il sale sulla pelle (Salt on Our Skin), regia di Andrew Birkin (1992)
- Rob Roy, regia di Michael Caton-Jones (1995)
- Trainspotting, regia di Danny Boyle (1996)
- Speak Like a Child, regia di John Akomfrah (1998) - non accreditata
- Wonderland, regia di Michael Winterbottom (1999)
- Topsy-Turvy - Sotto-sopra (Topsy-Turvy), regia di Mike Leigh (1999)
- Le bianche tracce della vita (The Claim), regia di Michael Winterbottom (2000)
- Il diario di Bridget Jones (Bridget Jones Diary), regia di Sharon Maguire (2001)
- 24 Hour Party People, regia di Michael Winterbottom (2002)
- Villa des roses, regia di Frank Van Passel (2002)
- C'era una volta in Inghilterra (Once Upon a Time in the Midlands), regia di Shane Meadows (2002)
- Hypnotica (Doctor Sleep), regia di Nick Willing (2002)
- Harry Potter e la camera dei segreti (Harry Potter and the Chamber of Secrets), regia di Chris Columbus (2002)
- Wilbur Wants to Kill Himself, regia di Lone Scherfig (2002)
- American Cousins, regia di Don Coutts (2003)
- AfterLife, regia di Alison Peebles (2003)
- Intermission, regia di John Crowley (2003)
- Yes, regia di Sally Potter (2004)
- Che pasticcio, Bridget Jones! (Bridget Jones: The Edge of Reason), regia di Beeban Kidron (2004)
- Frozen, regia di Juliet McKoen (2005)
- A Cock and Bull Story, regia di Michael Winterbottom (2005)
- Harry Potter e il calice di fuoco (Harry Potter and the Goblet of Fire), regia di Mike Newell (2005)
- Marie Antoinette, regia di Sofia Coppola (2006)
- I Really Hate My Job, regia di Oliver Parker (2007)
- Miss Pettigrew (Miss Pettigrew Lives for a Day), regia di Bharat Nalluri (2008)
- Wild Child, regia di Nick Moore (2008)
- Perdona e dimentica (Life During Wartime), regia di Todd Solondz (2009)
- Meek's Cutoff, regia di Kelly Reichardt (2010)
- Anna Karenina, regia di Joe Wright (2012)
- Filth, regia di Jon S. Baird (2013)
- In Secret, regia di Charlie Stratton (2013)
- Il racconto dei racconti - Tale of Tales, regia di Matteo Garrone (2015)
- Bridget Jones's Baby, regia di Sharon Maguire (2016)
- T2 Trainspotting, regia di Danny Boyle (2017)
- Okja, regia di Bong Joon-ho (2017)
- Stanlio & Ollio (Stan & Ollie), regia di Jon S. Baird (2018)
- Greed - Fame di soldi (Greed), regia di Michael Winterbottom (2019)
- Omicidio nel West End (See How They Run), regia di Tom George (2022)
- Bridget Jones - Un amore di ragazzo (Bridget Jones: Mad About the Boy), regia di Michael Morris (2025)

#### Televisione
- Shadow of the Stone – serie TV, episodio 1x01 (1987)
- Wish Me Luck – serie TV, 5 episodi (1990)
- Casualty – serie TV, episodio 5x02 (1990)
- Screen Two – serie TV, episodio 7x11 (1991)
- Clarissa – serie TV, 1x02-1x03-1x04 (1991)
- Advocates I, regia di Peter Barber-Fleming – film TV (1991)
- The Bill – serie TV, episodio 10x116 (1994)
- Hamish Macbeth – serie TV, 19 episodi (1995-1997)
- Bumping the Odds, regia di Rob Rohrer – film TV (1997)
- In a Land of Plenty – serie TV, episodio 1x05 (2001)
- The Way We Live Now, regia di David Yates – miniserie TV (2001)
- Carlo II - Il potere e la passione (Charles II: The Power & the Passion), regia di Joe Wright – miniserie TV (2003)
- Dirty Filthy Love, regia di Adrian Shergold – film TV (2004)
- E=mc2, regia di Gary Johnstone – film TV (2005)
- ShakespeaRe-Told, regia di David Richards – miniserie TV (2005)
- Doctor Who – serie TV, episodio 2x10 (2006)
- Wedding Belles, regia di Philip John – film TV (2007)
- Miss Marple (Agatha Christie's Marple) – serie TV, episodio 4x02 (2008)
- May Contain Nuts, regia di Jhon Henderson – film TV (2009)
- Delitti in Paradiso (Death in Paradise) – serie TV, episodi 1x05-1x06 (2011)
- The Crimson Petal and the White, regia di Marc Munden – miniserie TV (2011)
- L'isola del tesoro (Treasure Island), regia di Steve Barron – miniserie TV (2012)
- Southcliffe, regia di Sean Durkin – miniserie TV (2013)
- Happy Valley – serie TV, 6 episodi (2016)
- Agatha Christie - La serie infernale (The ABC Murders), regia di Alex Gabassi – miniserie TV (2018)
- Tom Jones - Una storia d'amore (Tom Jones), regia di Georgia Parris – miniserie TV (2023)
- Dept. Q - Sezione casi irrisolti (Dept. Q) – serie TV, episodio 1x01 (2025)

#### Cortometraggi
- Fishy, regia di Deva Palmier (2003)
- The Girl in the Red Dress, regia di Aletta Collins (2005)
- Ma Boy, regia di Amy Neil (2006)
- A Portentous Death, regia di Eva Pervolovici (2011)

### Doppiatrice
- Lo schiaccianoci (The Nutcracker in 3D), regia di Andrej Končalovskij (2010)
- Gruffalo e la sua piccolina (The Gruffalo's Child), regia di Uwe Heidschötter e Johannes Weiland - film TV (2011)
- Elio, regia di Domee Shi e Madeline Sharafian (2025)

## Teatro (parziale)
- Il racconto d'inverno di William Shakespeare, regia di Peter Hall. National Theatre di Londra (1988)
- La tempesta di William Shakespeare, regia di Peter Hall. National Theatre di Londra (1988)
- Romeo e Giulietta di William Shakespeare, regia di Giles Havergal. Citizens Theatre di Glasgow (1993)
- La casa di Bernarda Alba di Federico García Lorca, regia di Stuart Davids. The Tramway di Glasgow (1997)
- Girl from the North Country di Conor McPherson e Bob Dylan. Old Vic e Noël Coward Theatre di Londra (2017)

## Riconoscimenti
- BAFTA Television Award
  - 2014 – Candidatura alla migliore attrice non protagonista per Southcliffe
- British Independent Film Award
  - 2003 – Candidatura alla miglior attrice non protagonista per Wilbur Wants to Kill Himself
  - 2013 – Candidatura alla miglior attrice non protagonista per Filth
- Premio Laurence Olivier
  - 2018 – Miglior attrice in un musical per The Girl From the North Country

## Doppiatrici italiane
Nelle versioni in italiano delle opere in cui ha recitato, Shirley Henderson è stata doppiata da:
- Tiziana Avarista in Marie Antoinette, Perdona e dimentica, Agatha Christie - La serie infernale, Stanlio & Ollio, Omicidio nel West End
- Georgia Lepore in Il diario di Bridget Jones, Che pasticcio, Bridget Jones!, Wild Child, Bridget Jones's Baby, Tom Jones - Una storia d'amore, Dept. Q - Sezione casi irrisolti
- Ilaria Latini in Doctor Who, Intermission, Happy Valley
- Laura Lenghi in Trainspotting, T2 Trainspotting
- Ilaria Stagni in Harry Potter e la camera dei segreti, Harry Potter e il calice di fuoco
- Elisabetta Spinelli in 24 Hour Party People
- Laura Latini in Carlo II - Il potere e la passione
- Valentina Mari in Miss Pettigrew
- Lorenza Biella ne Il racconto dei racconti - Tale of Tales
- Perla Liberatori in Okja
- Emanuela Damasio in Bridget Jones - Un amore di ragazzo

Da doppiatrice è sostituita da:
- Federico Bebi in Lo schiaccianoci
- Vanessa Lonardelli in Gruffalo e la sua piccolina
- Elena Perino in Elio